# Interchange File Format
Interchange File Format (IFF) is een bestandsformaat ontwikkeld in 1985 door Electronic Arts in samenwerking met Amiga. IFF-bestanden hebben geen bindende bestandsextensie. De meeste .iff-bestanden zijn in feite ILBM-bestanden, die ten onrechte de extensie .iff meekrijgen, waardoor ze er dus van uitgaan dat zij de enige IFF-bestanden zijn. ILBM-bestanden zijn de meest voorkomende soort IFF-bestanden. Op de meeste systemen waar gebruikgemaakt wordt van IFF zijn bestandsextensies niet belangrijk.

## Trivia
- Amiga werd overgenomen door Commodore in 1984. Vandaar wordt ook wel gezegd dat het bestandsformaat ontwikkeld werd door Commodore Amiga of zelfs Commodore.